# Göte Haglund
Göte Emanuel Haglund, född 1 juli 1908 i Älmeboda församling, död 8 juli 1988 i Östra Torsås församling, var en svensk präst, rhodolog och författare.

## Biografi
Göte Haglund studerade vid Lunds universitet 1928–1934, bland annat sanskrit, och avlade först filosofie kandidatexamen och sedan teologie kandidatexamen 1934. Han prästvigdes i Stockholm för Luleå stift 1934, var kontraktsadjunkt i Lappmarkens andra kontrakt 1934–1940 (stationerad i Ammarnäs), komminister i Malmberget i Gällivare församling 1940–1946, kyrkoherde i Malingsbo 1946–1959, kyrkoherde i Nättraby 1959–1969, och kyrkoherde i Urshult 1969–1973, och bodde därefter i Ingelstad i Östra Torsås socken. Han initierade och ledde byggandet av Viktoriakyrkan och Urshults församlingshem, och han initierade och ledde återflyttandet av Gillesnuole kapell till dess ursprungliga plats.

## Kulturhistorisk författare
Göte Haglund utgav mellan 1973 och 1980 fyra böcker om Lycksele lappmarks svenska nybyggare och samiska nomader. Skildringarna grundades på självsyn under vandringar och skidfärder på 1930‑talet i den då nästan väglösa Lappmarken. Böckerna fick genomgående goda recensioner i Svenska Dagbladet, Dagens Nyheter och Aftonbladet. Ingrid Schöier menade att bokserien utgjorde en stor kulturhistorisk gärning..

## Rhodolog
Göte Haglund var vetenskapligt sinnad i den linneanska prästgårdstraditionens anda. Han ägnade sig främst åt botanik, särskilt rosor, och var en av historiens största privata samlare av rosor och rosenkultivarer, med kontakter bland rosenexperter och rosenförädlare världen över. Han anlade en stor rosenträdgård i Ingelstad. Han hade enligt Nils Dahlbeck få medtävlare i kunskap om rosenkultivarer grundad på självsyn; hans huvudintresse var kulturrosens historiska utveckling. Han sammanförde sitt eget rosenmaterial, och kultivarer från rosarier världen över, till rosariet i Trädgårdsföreningen i Göteborg, som anlades för att genom rosornas placering visa den historiska utvecklingen. Han var huvudansvarig för anskaffningen av rosmaterial för det nygrundade rosariet.  Strax före rosariets invigning 1987 utgav han en bok om grupperna av kulturrosor och deras släktskapsförhållanden. Till rosariets 25‑årsjubileum 2012 fick den nya tyska floribundarosen KORschwill handelsnamnet Göte Haglund på den svenska marknaden. Det är en mellanröd lågrabattros som är ganska motståndskraftig mot sjukdomar och har halvfullt huvud.

### Böcker
- Nybyggarpräst i vildmarken (1973)
- Folk i fjällby: om Ammarnäsborna och deras jaktmarker (1976)
- Den väglösa dalen (1978)
- Med samer till fjälls (1980)
- Rosen, blommornas drottning (1987)

### Artiklar och bidrag i böcker
- ”En lappmarkskyrkas öden”, sidorna 101–118 i Från bygd och vildmark i Lappland och Västerbotten (1940)
- ”Malingsbo kyrka”, sidorna 184–186 i Julbok för Västerås stift (1954)
- ”Prosten Ludvig Fahlström in memoriam”, sidorna 87–92 i Julbok för Västerås stift (1956)
- ”Fjäll‑land” och andra dikter, sidorna 170–178 i Snöglöd – poesi från Sorsele (postumt, 2010)

## Utmärkelser och anslag ur stiftelser
- Riddare av Nordstjärneorden (1973)
- Anslag ur Stiftelsen Konung Gustaf VI Adolfs fond för svensk kultur (1973)[15]
- Anslag ur Stiftelsen Seth M. Kempes minne (1973)[16]